# Белогорлый меченосый древолаз
Белогорлый меченосый древолаз (лат. Xiphocolaptes albicollis) — вид птиц из семейства печниковых. Обитают в Аргентине, Бразилии и Парагвае. Естественной средой обитания являются субтропические или тропические влажные равнинные леса, а также субтропические или тропические влажные горные леса.
МСОП присвоил виду охранный статус LC.

## Описание
Длина 27,5—33 см, масса 110—130 г. Имеют довольно короткий хвост и длинный изогнутый клюв.

## Биология
Питаются в основном членистоногими, но также улитками, птичьими яйцами, а от случая к случаю и мелкими позвоночными. В содержимом желудка находили тараканов.
Xiphocolaptes albicollis является одним из видов птиц, у которых отмечено натирание себя муравьями ради того, чтобы выделяемый ими секрет отпугивал пауков, змей и других опасных для птиц существ.